# Latipalpus occidentalis
Latipalpus occidentalis är en skalbaggsart som beskrevs av Takashi Itoh 1998. Latipalpus occidentalis ingår i släktet Latipalpus och familjen Melolonthidae. Inga underarter finns listade i Catalogue of Life.